# Ancistrus parecis
Az Ancistrus parecis a sugarasúszójú halak (Actinopterygii) osztályának harcsaalakúak (Siluriformes) rendjébe, ezen belül a tepsifejűharcsa-félék (Loricariidae) családjába tartozó faj.

## Előfordulása
Az Ancistrus parecis Dél-Amerikában fordul elő. Az elterjedési területe kizárólag a brazíliai Tapajós folyómedencére korlátozódik.

## Megjelenése
Ez a tepsifejűharcsafaj legfeljebb 5,9 centiméter hosszú. A hátúszóján csak egy tüske látható. Nincsen zsírúszója. A pofáján több tapogatónyúlvány ül.

## Életmódja
A trópusi édesvizeket kedveli. Az Ancistrus parecis, mint a többi algaevő harcsafaj, a víz fenekén él és keresi meg a táplálékát.